# دهنة أجاق
دهنة أجاق (بالفارسية: دهنه اجاق) هي قرية تقع في قسم بام الريفي (مقاطعة إسفراين) في إيران. يقدر عدد سكانها بـ 1,160 نسمة .